# Xiphiopsylla poggii
Xiphiopsylla poggii är en loppart som beskrevs av Beaucournu 1991. Xiphiopsylla poggii ingår i släktet Xiphiopsylla och familjen Xiphiopsyllidae. Inga underarter finns listade i Catalogue of Life.